# Abha

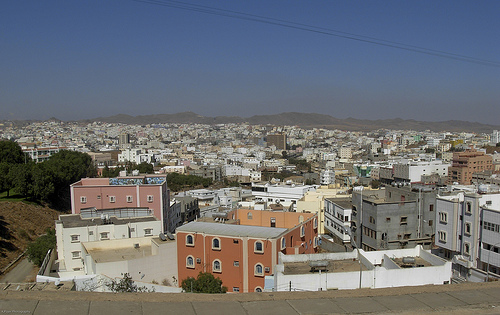
Abha sedd från bergen.

Abha (arabiska: أبها, Abhā) är en stad i sydvästra Saudiarabien, huvudstad i provinsen Asir. Staden ligger på en slätt väster om Hijazbergen. Staden ligger på 2 200 meter över havet, och hade 236 157 invånare vid folkräkningen 2010. Den är ett omtyckt utflyktsmål tack vare sina vackra omgivningar med berg, skogklädda åsar och ett svalt klimat. Här finns även en nationalpark.